# Vox (chaîne de télévision)
« VOX » redirige ici. Pour les autres significations, voir Vox.
Vox est une chaîne de télévision généraliste commerciale privée allemande du groupe de médias RTL Deutschland.

## Histoire de la chaîne
En 1994, l'actionnariat de la chaîne était réparti entre les compagnies suivantes :
- News Corporation : 49,9 % ;
- Canal+ : 29,9 % ;
- UFA (Bertelsmann/RTL) : 29,9 % ;
- DCTP : 0,3 %.

Depuis 1999, la chaîne appartient intégralement à RTL Group via RTL Deutschland.

## Programmation

### Émissions originales
- Club der roten Bänder (de) (série, depuis 2015)
- Ransom (coproduction, depuis 2017)
- Gone (coproduction, depuis 2018)

### Séries
| Séries                                                                      | Diffusion sur VOX                                    |
| --------------------------------------------------------------------------- | ---------------------------------------------------- |
| Eine himmlische Familie (orig. 7th Heaven)                                  | Depuis le 22 juin 1999                               |
| Everwood                                                                    | Du 11 novembre 2005 au 16 janvier 2007 (4 saisons)   |
| Boston Public                                                               | Depuis le 8 février 2005                             |
| Für alle Fälle Amy (orig. Judging Amy)                                      | Depuis le 26 mars 2003                               |
| Die Nanny (= Super Nanny)                                                   |                                                      |
| Six Feet Under – Gestorben wird immer (= Six Feet Under)                    | Depuis le 11 mai 2004                                |
| Gilmore Girls                                                               | Depuis le 2 avril 2004                               |
| Ally McBeal                                                                 | Du 8 avril 1998 à 2002                               |
| Hör mal, wer da hämmert (= Papa bricole)(orig. Home Improvement)            |                                                      |
| Criminal Intent – Verbrechen im Visier (orig. Law & Order: Criminal Intent) | Depuis le 2 août 2004                                |
| Crossing Jordan – Pathologin mit Profil                                     | Depuis le 15 avril 2003                              |
| Les Experts : Manhattan                                                     | Depuis le 29 août 2005                               |
| Boston Justice                                                              | Depuis le 27 septembre 2006                          |
| The Closer                                                                  | Depuis le 8 November 2006                            |
| Men in Trees : Leçons de séduction                                          | Depuis le 4 janvier 2008                             |
| Shark                                                                       | Depuis le 14 janvier 2008                            |
| Close to Home                                                               | Depuis le 9 février 2007                             |
| Washington Police                                                           | Depuis le 5 septembre 2001                           |
| Profiler                                                                    | Depuis le 26 mars 1997                               |
| New York 911                                                                | Du 24 mars 2003 au 26 juillet 2004 (3 des 6 saisons) |
| McLeods Töchter (orig. McLeod's Daughters)                                  | Du 19 janvier 2006 au 4 novembre 2008                |
| O.C., California                                                            | Depuis le 27 janvier 2009                            |

## VOXup
Le 1er décembre 2019, la chaîne sœur VOXup est lancée, diffusée gratuitement sur la TNT et par satellite, et rediffusant à des horaires décalés, les programmes et séries de VOX.

## Audiences
| 1993  | 1994  | 1995  | 1996  | 1997  | 1998  | 1999  | 2000  | 2001  | 2002  | 2003  | 2004  | 2005  | 2006  | 2007  | 2008  |
| ----- | ----- | ----- | ----- | ----- | ----- | ----- | ----- | ----- | ----- | ----- | ----- | ----- | ----- | ----- | ----- |
| 1,3 % | 2,0 % | 2,6 % | 3,0 % | 3,0 % | 2,8 % | 2,8 % | 2,8 % | 3,1 % | 3,3 % | 3,5 % | 3,7 % | 4,2 % | 5,1 % | 5,7 % | 5,4 % |